# Woodsia calcarea
Woodsia calcarea är en hällebräkenväxtart som först beskrevs av Aleksandr Vasiljevitj Fomin, och fick sitt nu gällande namn av Shmakov. Woodsia calcarea ingår i släktet Woodsia och familjen Woodsiaceae. Inga underarter finns listade.